# Galactia peduncularis
Galactia peduncularis là một loài thực vật có hoa trong họ Đậu. Loài này được (Benth.) Taub. miêu tả khoa học đầu tiên.

## Hình ảnh

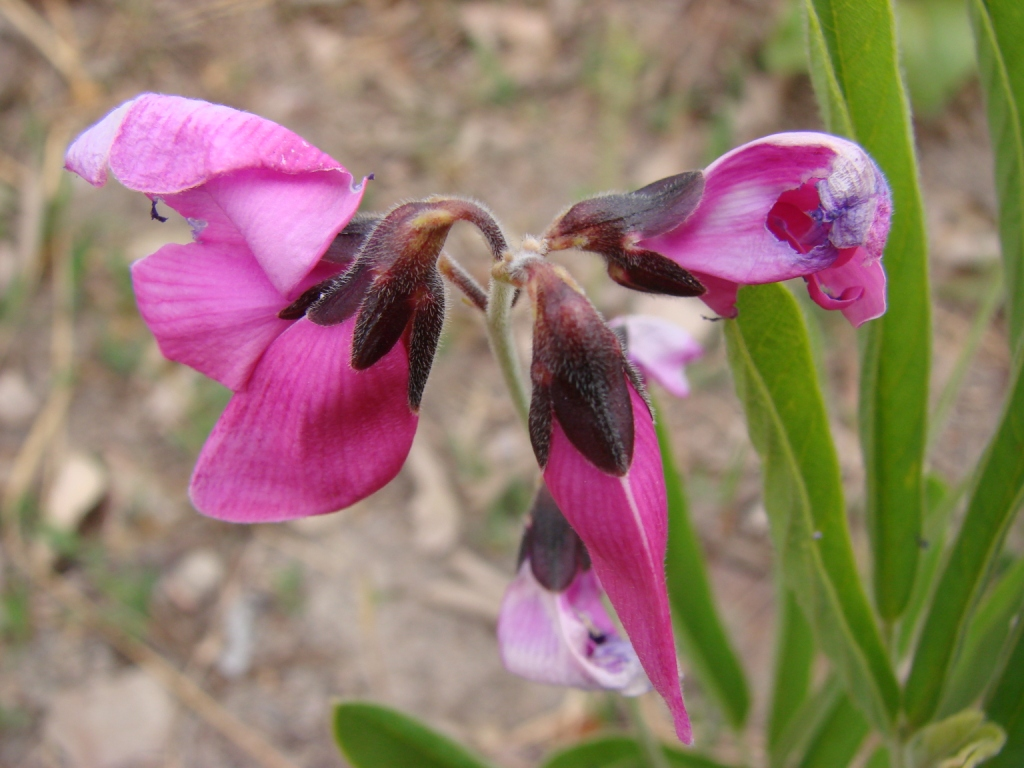